# 屈機
屈機是一個香港及周邊粵語地區近年所用的潮語。早期用於遊戲機中心以及香港街機文化內，指對戰中的挑戰者利用一些由遊戲程式作者有意無意間製造出來的漏洞，使玩者在先達到某種條件或進行某行為之下，可輕易地（有點不正常地）達到遊戲內某種目的，從而戰勝被挑戰者。這些漏洞，一向被認為是禁忌招數，在遊戲機中心內的對戰是禁止使用的。
後來，這個詞語漸漸融入香港的流行文化中的俚語，泛指任何使用建制上的漏洞而使事件得以達成的手段，都被統稱為「屈機」。
廣義的「屈機」，是指被強橫方式硬逼，覺得無可反駁，無法還手，譬如遇上明顯比自己強的對手或形勢，毫無招架能力，只好無奈接受。此時「機」字可解作「機制」，泛指在特定系統內透過「屈曲機制」來幹一些不符合系統機制規範的事。
屈機一詞亦曾見於2008年香港中學會考中文科試題，並引起社會廣泛的爭議。
香港女唱作歌手陳蕾在2021年以屈機一詞創作歌曲屈機，陳蕾表示歌曲創作靈感源自於任天堂瑪利歐賽車遊戲。

## 應用
屈機的情形，其實較常出現於格鬥遊戲中，當中以Capcom的《街頭霸王系列》及SNK的《格鬥天王系列》等最為普遍看到。主要的問題是其中一方的玩家，可能會不斷反覆使出同一招技能或直接將對手推至牆角（一般稱為關角落），再不斷以技能或特技攻擊對手，結果對手或電腦角色在沒法迴避及反擊的情況敗陣，此為屈機最常見的情況。然而在香港街機文化內，有一種不成文規定稱為「讓Round」，假如其中一方的玩家使用這樣的方法勝出，有可能會招致對手的不滿，嚴重者可能會招致被人毆打報復，因此屈機的情況多數只適用於面對電腦角色。以下為兩個應用的例子：
- 「嘩，你都好屈機喎！」—用作形容詞

（嘩，你真屈機！）
- 「好心你唔好屈機啦！」—用作動詞

（你別屈機啦！）
使用範例：

如果有一個人，其肚腩大得可以坐下來時將兩手擱在上面，而他向你問：「你得唔得？（你能不能？）」的時候，你就可以回應那人說：「你真係屈機！（你真是屈機！）」
屈機之另一用法，是一方在對賽中以大比數擊敗對方，稱為「屈佢機」。
而其中被用外掛使用者欺負的人就可以說：「屈晒機啦你!」

## 「屈機」一詞的起源
「屈」是來自《孫子兵法》的《謀攻篇》：「不戰而屈人之兵」。 
70年代尾、80年代初，當時街機設計比較簡陋，有很多設計上的漏洞或隱錯（bugs）。不少玩家為了令付出的「一蚊」（即「香港一元硬幣」，通常那年代的街機都是一元一個回合的）更耐玩，於是不斷循環利用那些漏洞（或隱錯），有人甚至可以只消一元由早打到夜。這種做法叫做「打 Formula」，又簡稱「打方」（取「方」乃因與Formula的第一音節諧音，又有人謂該用語乃取Formula之中譯「方程式」之首字）。
經典例子：

某些遊戲入面的某位置會有“2UP”（意即吃了會獎玩家多兩條生命）。有人就諗到吃完“2UP”便立即自殺；好多遊戲會在玩家死後退回一小段，於是又可再經過“2UP”位置再吃一遍，然後又再自殺…如是者不繼循環直至有九十九條命方肯離開！認真醒目！
機舖（港式叫法，即“遊戲機中心”）老闆當然不會容許你這樣，早年許多香港機舖皆會貼上「嚴禁打方，違者熄機」的警告牌。
直到80年代尾、90年代初，電子遊戲《街頭霸王II》誕生，很多人打電腦遊戲時皆會「打方」，久而久之，這種方法被稱為「屈方」（利用Formula，即程式隱錯去達成屈勝）或「屈機」（利用程式隱錯去「屈」電腦/ 遊戲機讓玩家獲勝）。
使用範例：

打《街頭霸王II》時，不斷使出秘技（程式隱錯上而生的招數）屈電腦（例如屈波升，屈撻），就可以稱之為「屈方」或「屈機」了。但當與其他玩家對戰時，以這些秘技屈對手，則只可以叫作「屈方」，而不可以叫做「屈機」（因為玩者並不是在屈電腦，而是屈人）。 
及後，「屈機」一詞大為盛行，甚至無人再用「屈方」這個專有名詞。無論屈人還是屈電腦都一律叫作「屈機」。玩《街頭霸王II》對打時如果對手不斷屈你，你會說：「喂！唔好再屈機喇吓！」（嗨！別再屈機呀！）
再及後，「屈機」一詞成為普羅大眾的詞彙，且進化到可以用來當形容詞。
形容詞使用範例：
- 「嘩！你好屈機啫！」

（嘩！你這人很屈機呀！）
- 「利物浦出高佬高治，然後不斷斬高波入禁區真係好屈機喎！」

（利物浦以身高過人的高治上陣，然後不斷吊球進禁區處，真的太屈機了！）

## 「屈機」見於香港中學會考試題事件
2008年的香港中學會考，由香港考試及評核局負責出題的中文科卷五「綜合能力考核」，內容提及「屈機」一詞，惟將意思錯誤解作「玩遊戲者因無法取勝而屈服」。另外，試題中亦出現了口號「見鬼勿Ｏ嘴 ，潛水怕屈機」。由於事件引起各界高度關注以及媒體廣泛報導，而當中「屈機」一詞遭誤解誤用亦不斷被網民炮轟及惡搞，關注度遠超過試題中出現過的其他潮流用語，因而令「屈機」一詞由原來只流行於遊戲界及網絡上，火速流傳於香港被人廣泛地認識及討論。

### 事件經過
2008年4月26日舉行香港中學會考中文科聆聽及綜合能力的部份。其中試卷五《綜合能力》考卷中，有題目要求考生撰寫演講詞，分析香城近年興起的潮流用語，用作教育局局長參觀學校時作演說之用。題目列舉學者及廣告從業員對潮語的正反看法，讓學生作答題參考，當中《香城日報》羅列十個潮語例子，如「頹」、「屈機」、「潛水」、「蒲點」、「喪」等，然後詳加解釋。其中「屈機」一詞的解釋上寫道：「『屈』指屈服，『機』是電子遊戲機。「屈機」指玩遊戲者因無力取勝而屈服。」此解與一般遊戲玩家以至此詞彙的日常使用者的理解並不相同，被網民視作錯解。常態解意是：不要胡亂改變情況，否則會引起麻煩。試卷下半部又印有一張主題公園萬聖節活動的宣傳海報，海報上出現了數句以潮流用語創作的口號，問題口號「見鬼勿Ｏ嘴 ，潛水怕屈機」就是出現在該海報上。考生需閱畢整份資料後，再回答有關的問題。（試題內容詳見《香港網絡大典》──潛水怕屈機）

### 反應
事件於社會上引起極大迴響，多份報章均作報導。當中的評論包括：
- 「試卷不應用上這些粗鄙的字眼」（4月27日星島日報）
- 「較單純的學生根本未接觸過這些粗鄙的字眼，試卷變相在推廣它們。」（4月27日星島日報）
- 「潮流用語隨處也是，不能像鴕鳥般逃避它們，這試題正好讓學生思考該用甚麼態度對待非正統語言，明白這些字詞雖富娛樂性，卻不應用來寫作。」（4月27日星島日報）
- 「有關試題隨即引發考生在網上熱列討論，有考生指試題極度新潮，看完後即『O嘴』。」（4月27日星島日報）
- 「這些潮語太粗俗、不正宗，強調考試應着重考核學生運用規範中文的能力，並無必要以潮語作為考試題目，亦低估了學生的語文水平」（4月27日東方日報）
- 「潮語雖被不少學生當作溝通工具，但這些詞語往往是『短暫性』，或很快被遺忘，學生未必明白箇中含意，因此用潮語出題存有極大局限性，學生容易誤解意思，影響學生的考試表現，曾經有同學生討論過，發現十個學生對同一個字，可能有八個解釋」（4月27日東方日報）
- 「有考生事後在網上揶揄考評局，運用大量潮流用語令人難以理解。」（4月28日明報）
- 「中學會考潮語考卷觸發應屆考生在網上發起『絕望黑衫行動』，呼籲其他考生於英文考試當日共同穿上黑衫，對考評局的不滿作出無聲抗議。」(2008年4月27日東方日報)
- 「應屆會考生於網上發起『絕望黑衫行動』，不滿考試及評核局於會考中文科以潮流用語設計試題，又突然改變試題形式。」(2008年5月3日明報)

### 「屈機」與「潛水怕屈機」的迷思
在網上，不少考生事後上網揶揄考評局，引發熱烈討論。對於問題詞彙「屈機」及問題口號，出現不少評論：
- 考生：「明白『潛水（不露面）』、『屈機』（打機用語，指無力取勝而屈服）兩詞的意思，但首度得知兩詞可共用。」（4月28日明報）

（按：以上報章引用的詞義是直接引自試卷中的解釋，並非此處所提供的正解）
- 有網民更取笑考評局太『潮』，歪曲部分『潮語』的真正解釋，例如錯解『屈機』的意思，見香港高登討論區[2]
- 惡搞標語：「見卷Ｏ左嘴、考試怕屈機」，見香港討論區[3]
- 香港網絡名人林忌認為「潛水怕屈機」，是有另一種意義的——就是我們這些潛隱於水的無權無勢者，非常痛恨那些不學無術的官僚在胡亂屈機——利用手頭上的權力，指鹿為馬。[4]
- 考生表示無法理解何謂「潛水怕屈機」，香港Uwants討論區[5]
- 「最為學生垢病的是卷上某條試題的一幅海報。海報上寫上一句『見鬼勿 O 嘴，潛水怕屈機』，令眾學生摸不著頭腦…『潮語文化』和『食字文化』，雖然被大眾定格為社會中的一種次文化，但這次文化的力量絕不能輕視，而且這種文化也有自身的一套規格，並不會因其身份卑微就可以無規限地胡說胡用。」（2008年4月26日）[6]
- 「終於都數盡了考評局出的『潮文潮語』；不過，考評局真的幾乎『潮裂』，好心他們研究一下網絡上的次文化才出卷吧，不要再『屈考生的機』，『O考生的嘴』了！」[7]

### 類似事件
- 台灣亦曾發生過相似事件。2006年台灣的大學學科能力測驗國文科試題中，亦曾經出現過多個潮流用語。與香港這次事件相似之處在於其中一潮文「3Q得Orz」亦被認為被出題者錯誤引用。此事件在台灣引發了極大的迴響。

- 2005年舉行的香港高級程度會考中國語文及文化科發生的「『攪切榨』事件」。當年的考卷閱讀理解部份中的一個篇章以香港文學家董橋的《中年是下午茶》為閱讀理解的選材，其中一條問題問及文章內「攪一杯往事，切一塊鄉愁，榨幾滴希望」中「攪」「切」「榨」三字在文中的意思，因為問題的艱深而引起普遍考生的不滿。此後，有人創造了新興潮流用語「攪切榨」，當年火速流行於網絡上。兩件事件相似的地方在於「攪切榨」一詞與「屈機」都是因為一場公開考試而在社會上流行起來。而分別則在於「攪切榨」及「潛水怕屈機」是香港考評局在試題上的詞彙，並未有任何其他出處；而「屈機」則是一早在遊戲機中心以及香港街機文化上的流行用語。

由於事帶相關，這次香港中學會考出現潮文事件所引發的次文化創作（都盡是諷刺香港考評局的）中，不少創作都出現了「攪切榨」這個詞彙。其中的例子如惡搞前香港中學會考中文科課程必修課文《花潮》的《潮卷》；及惡搞歌曲《始終有你》的《屈機O嘴靠你》。